# Uqba ibn Nafi
Uqba ibn Nafi ibn Abd al-Qays al-Fihri al-Qurashi' (arabisk: عقبة بن نافع بن عبد القيس الفهري القرشي) var en arabisk general, der tjente Rashidun-kalifatet siden Umars regeringstid og senere Umayyade-kalifatet under Muawiya 1. og Yazid 1., ledede den muslimske erobring af Maghreb, herunder det nuværende Algeriet, Tunesien, Libyen og Marokko.
Uqba var nevø af Amr ibn al-As. Han kaldes ofte med efternavnet al-Fihri' med henvisning til Banu Fihri, en klan med forbindelse til Quraysh. Hans efterkommere ville blive kendt som ʿUqbiderne eller Fihriderne. Uqba er grundlæggeren af kulturbyen Kairouan i Tunesien.
Uqba ledsagede Amr i hans indledende erobring af byer i Nordafrika startende med Barca og fortsatte derefter til Tripolitania i 644. I 670, nu emir eller kommandant, førte Uqba en arabisk hær til Nordafrika, hvor han krydsede Egyptens ørkener og oprettede militærposter med jævne mellemrum langs sin rute. I en region i det nuværende Tunesien etablerede han den by, der i dag hedder Kairouan (der betyder "lejr" eller "karavanserai" på persisk) omkring 99 miles syd for det nuværende Tunis, som han brugte som base for yderligere operationer.
Ifølge en legende faldt en af Uqbas soldater over et gyldent bæger, der lå begravet i sandet. Den blev genkendt som en, der var forsvundet fra Mekka nogle år tidligere, og da den blev gravet op af sandet, dukkede en kilde op, hvis vand siges at komme fra samme kilde som vandet fra den hellige Zamzam-brønd i Mekka. Denne historie førte til, at Kairouan blev et pilgrimssted og derefter en hellig by ("Maghrebets Mekka") og den vigtigste by i Nordafrika.
I 683 faldt Uqba i et baghold fra berbernes kristne konge Kusaila og hans Byzantinske allierede i Slaget ved Vescera. Uqba blev dræbt sammen med sin forhadte rival, Abu al-Muhajir Dinar. Hans hære evakuerede Kairouan og trak sig tilbage til Barca, som dog blev generobret i 688.  Al-Watiya Air Base i Libyen er også kendt som "Okba ibn Nafa Air Base" efter ham.